# Roman Charles-Cook
Roman Charles-Cook (22 dicembre 2003) è un calciatore grenadino, difensore del Dover Athletic e della nazionale grenadina.

## Biografia
I suoi fratelli maggiori Reice e Regan sono a loro volta dei calciatore.

## Carriera

### Club
Ha fatto parte della rosa del Sutton Utd nella quarta divisione inglese, per poi proseguire la carriera giocando in prestito in vari club di settima ed ottava divisione inglese e successivamente accasarsi in sesta divisione al Dover Athletic.

### Nazionale
Ha esordito nel 2023 con la nazionale grenadina.

## Statistiche

### Cronologia presenze e reti in nazionale
| Cronologia completa delle presenze e delle reti in nazionale ― Grenada | Cronologia completa delle presenze e delle reti in nazionale ― Grenada | Cronologia completa delle presenze e delle reti in nazionale ― Grenada | Cronologia completa delle presenze e delle reti in nazionale ― Grenada | Cronologia completa delle presenze e delle reti in nazionale ― Grenada | Cronologia completa delle presenze e delle reti in nazionale ― Grenada | Cronologia completa delle presenze e delle reti in nazionale ― Grenada | Cronologia completa delle presenze e delle reti in nazionale ― Grenada |
| Data                                                                   | Città                                                                  | In casa                                                                | Risultato                                                              | Ospiti                                                                 | Competizione                                                           | Reti                                                                   | Note                                                                   |
| ---------------------------------------------------------------------- | ---------------------------------------------------------------------- | ---------------------------------------------------------------------- | ---------------------------------------------------------------------- | ---------------------------------------------------------------------- | ---------------------------------------------------------------------- | ---------------------------------------------------------------------- | ---------------------------------------------------------------------- |
| 17-6-2023                                                              | Fort Lauderdale                                                        | Guyana                                                                 | 1 – 1 (6 - 4 dtr)                                                      | Grenada                                                                | Qual. Gold Cup 2023                                                    | -                                                                      | 84’                                                                    |
| 12-10-2023                                                             | Saint George's                                                         | Grenada                                                                | 1 – 4                                                                  | Giamaica                                                               | CONCACAF Nations League 2023-2024 - 1º turno                           | -                                                                      |                                                                        |
| 15-10-2023                                                             | Paramaribo                                                             | Suriname                                                               | 4 – 0                                                                  | Grenada                                                                | CONCACAF Nations League 2023-2024 - 1º turno                           | -                                                                      | 67’                                                                    |
| 5-6-2025                                                               | Saint George's                                                         | Grenada                                                                | 6 – 0                                                                  | Bahamas                                                                | Qual. Mondiali 2026                                                    | -                                                                      |                                                                        |
| Totale                                                                 |                                                                        | Presenze                                                               | 4                                                                      |                                                                        | Reti                                                                   | 0                                                                      |                                                                        |